# Arne Treholt
‎‎Arne Treholt, norveški politik, diplomat in vohun za Sovjetsko zvezo ter Irak, * 13. december 1942, Brandbu, Oppland, Norveška, † 12. februar 2023, Moskva, Rusija.
Leta 1984 so ga prijeli in obsodili, da je predajal zaupne dokumente KGBju (1974–1983) in iraški obveščevalni službi (1981–1983). Obsojen je bil na 20-letno zaporno kazen.
V času prestajanja kazni je enkrat neuspešno poskusil pobegniti; leta 1992 so ga izpustili na prostost.
Zatem se je preselil v Rusijo, kjer je postal poslovnež in svetovalec; deloval je tudi na Cipru.